# Roepera teretifolia
Roepera teretifolia är en pockenholtsväxtart som först beskrevs av Rudolf Schlechter, och fick sitt nu gällande namn av Beier & Thulin. Roepera teretifolia ingår i släktet Roepera och familjen pockenholtsväxter. Inga underarter finns listade i Catalogue of Life.